# سیارک ۳۷۴
سیارک ۳۷۴ (به انگلیسی: 374 Burgundia، نامگذاری:1893AK) سیصد و هفتاد و چهارمین سیارک کشف شده‌است که در ۱۸ سپتامبر ۱۸۹۳ و در نیس کشف شد.
قدر مطلق سیارک برابر ۸٫۶۷ است.